# غيف إت تو مي
Give It to Me هي أغنية تجسد التعاون الثلاثي الأول بين الملحن تمبالاند ونيللي فرتادو وجستن تيمبرلاك في أغنية واحدة طرحت في 6 فبراير 2007 من ألبوم الملحن السوبر كما تطلق عليه الصحافة تمبالاند شوك فاليو الذي طرح بعد هذه الأغنية في أبريل. الأغنية كللت نجاحات تمبالاند مع نيللي فرتادو وجستن تيمبرلاك التي رافقتهم في عام 2006 بألبومات لووس وفيوجرسكس/لوف ساوند.

## لمحة حول الأغنية

### التحضير
أغنية قيف إت تو مي التي شارك بها كل من نيللي فرتادو وجستن تيمبرلاك الملحن تمبالاند تعبر عن التجربة الموسيقية الحقيقية التي خاضها الفنانين الثلاثة خلال عملهم الموسيقي الحديث، ويظهر ذلك من خلال كلمات الأغنية التي لا تخلو من بعض الغرور. تغني فرتادو معظم مقاطع الأغنية بينما يشارك كل من جستن وتمبالاند كل واحد بمقطع بسيط، وفي الجزء الأول لنيللي فرتادو ترد على المطربة الأمريكية فيرغي ولعل هذا من أطرف المقاطع في الأغنية حيث أن سبب تطرق فرتادو لفيرغي في الأغنية هو النزاع الذي حصل بينهما بعد أن سرقت فيرغي الكلمة «برومسكيوس» في ثاني أغنية منفردة تطرحها بعنوان «فيرغلشز» مستغلة بذلك نجاح فرتادو في أغنيتها وهو ما دعا إلى حصول الجفاء بين الفنانتين. فرتادو أكدت بنفسها أن معظم كلمات الأغنية هي رد على فيرغي وأن فيرغي استاءت عندما استمعت للأغنية وذلك من خلال إذاعة Power 106 FM في برنامج «بيغ بويز». تمبالاند في لقاء له مع MTV أكد أن الملحن Scott Storch كان له فضل في نجاح هذه الأغنية أيضاً مع عدم ظهور اسمه في طاقم العمل ولكنه لحن بعض الأجزاء. كما أنطلقت بعض الإشاعات التي تنسب المقطع الذي تغنى به جستن تيمبرلاك أنه يقصد به فنان البوب الشهير «برينس» كما أن إشاعات أخرى تفيد أنه غناها لجانيت جاكسون بعد فضيحة حفل السوبر بول الشهيرة التي كشف بها جستن جزء من جسد جانيت العلوي بطريق الخطأ أثناء تأدية أحد الأغاني. الأغنية تم طرحها بشكل رسمي لأول مرة بواسطة أحد الإذاعات في ولاية لوس أنجلوس بداية العام 2007 وتحديداً في 16 يناير، عندما أطل تمبالاند في أحد برامج هذه الإذاعة صباحاً وهو البرنامج الشهير Ryan Seacrest، أما الإذاعات الأخرى فقد بدأت إذاعة الأغنية بعد أسبوع من العرض الحصري بتاريخ 26 يناير. وبعد الإصدار كسيدي أغنية منفردة والنجاح الجيد للأغنية تسرب ريمكس للأغنية في 16 أبريل مع جاي زي حيث يشارك ببعض المقاطع منتقداً وساخراً بطريقة الراب حيث كان عنوان الأغنية Laff at 'Em (Give it to me). جاي زي كان في الأساس سوف يشارك في أحد الأغاني مع تمبالاند ولكن بسبب انشغاله بألبومه تم طرح هذا الريمكس. في 15 مايو 2007 طرحت الأغنية للتحميل الديجتال.

### الفيديو كليب
الأغنية عرضت للمرة الأولى في 26 فبراير على برنامج «توتال ريكوست لايف» الشهير الذي تعرضه قناة «إمتيفي». مع أن الفيديو قوبل بالاعتراض في البداية إلا أنه سرعان ما تقبله الجميع فهو فيديو كليب عفوي بدون تكلف يظهر تمبالاند وفرتادو وتمبرليك يغنون في حفل غرامي 2007 قبل العرض هذا إضافة إلى مقاطع في الاستديو أثناء تسجيل الأغنية إضافة إلى بعض الكليبات تظهر تمبالاند في حافلة نقل خاصة برحلات الفنانين. الكليب من إخراج Paul "Coy" Allen وتمبالاند بنفسه. في اليوم ذاته لطرح الأغنية المصورة قام الملحن Scott Storch بطرح أغنية ترد على كل ماورد في أغنية قيف تو مي بمشاركة فنان يسمي نفسه NOX.

### التسويق
يمكن وصف الأداء التسويقي للأغنية كان جيداً ولكن ربما تكون الأغنية المصورة قد أثرت كثيراً في الأداء فلو كانت أغنية مصورة أكثر إثارة لكان الأداء أفضل. في أمريكا دخلت الأغنية سباق البيلبورد بالمركز 87 في فبراير2007 وهو الأسبوع ذاته الذي حصلت فيه أغنية نيللي فرتادو الشهيرة سي إت رايت على المركز الأول في القائمة ذاتها. الأغنية أخذت تتقدم شيئاً فشيء في السباق حتى حصلت على المركز الأول بعد شهرين من دخولها وذلك بشهر أبريل كثالث أغنية تحصل على المركز الأول في هذه القائمة لنيللي فرتادو بعد «برومسكيوس» و«سي إت رايت» ورابع أغنية تحصل على هذا المركز لجستن تمبرليك بعد «ماي لوف»، «سكسي باك» و«وات قوز أراوند... كومز أراوند» والبيلبورد تعد من أكبر قوائم الموسيقى عالمياً على الإطلاق. الأغنية باعت في شهر أبريل 248000 تحميل رقمي. وأغنية قيف إت تو مي تعد ثالث أفضل أغنية قفزاً للمركز الأول بسرعة في تاريخ القائمة على الإطلاق. في المملكة المتحدة دولة أخرى من أكبر الدول دخل الأغنية بمركز متقدم جداً وهو الثامن ثم قفزت في الأسبوع الثاني إلى الأول مع مبيعات تتجاوز 27 ألف ذلك الاسبوع. أما في أنحاء العالم فقد دخلت الأغنية مركز متأخر جداً وهو الأخير ثم تقدمت قليلاً في الأسبوع الثاني إلى المركز 27 أما في الثالث فقد قفزت قفزة قوية إلى المركز الثالث وذلك بسبب كون الأغنية قد حصلت على المركز الأول في كل من المملكة المتحدة والولايات المتحدة في ذلك الأسبوع مما زاد فرصتها في التقدم حول العالم. في لتوانيا ورومانيا أحدثت الأغنية حدث آخر عندما حصلت الأغنية على المركز الثاني وذلك بعد أغنية «سي إت رايت» لفرتادو التي حصلت على المركز الثاني هناك أيضاً. الأغنية حصلت على المركز الأول في دول عدة أهمها: بلغاريا، كندا، هونغ كونغ، لاتفيا، ماليزيا، بولندا، سنغافورة وجنوب أفريقيا.

### السباقات
| - أستراليا: المركز 16 - النمسا: المركز 3 - بلجيكا: المركز 4 - البرازيل: المركز 4 - كندا: المركز 1 - الدنمارك: المركز 2 - أيرلندا: المركز 2 - إسرائيل: المركز 1 - إيطاليا: المركز 8 - فنلندا: المركز 6 | - فرنسا: المركز 7 - ألمانيا: المركز 3 - نيوزيلندا: المركز 2 - النرويج: المركز 4 - بولندا: المركز 1 - روسيا: المركز 5 - السويد: الركز 21 - المملكة المتحدة: المركز 1 - العالم: المركز 3 - الولايات المتحدة: المركز 1 |

### تأريخ الطرح
- الولايات المتحدة: 6 فبراير 2007

### طاقم الأغنية
- جستن تيمبرلاك: شاعر
- نيللي فرتادو: شاعرة
- تمبالاند: شاعر، ملحن
- أتيديو: شاعر
- دانجا: شاعر، مشاركة ملحن

## الصيغ وقائمة الأغاني
هذه مجموعة السيديز التي أصدرت للأغنية في مجموعة من الدول.
| #  | الأغنية       | نوع الأغنية     |
| -- | ------------- | --------------- |
| 1. | Give it to me | Radio Edit      |
| 2. | Give it to me | Instrumental    |
| 3. | Give it to me | featuring M.I.A |
| 4. | Give it to me | Music Video     |

| #  | الأغنية       | نوع الأغنية  |
| -- | ------------- | ------------ |
| 1. | Give it to me | Radio Edit   |
| 2. | Give it to me | Dirty        |
| 3. | Give it to me | instrumental |